# Francesc de Paula Barceló i Fortuny
Francesc de Paula Barceló i Fortuny (noms de ploma: Xesc Barceló i Francesc de Paula Barceló, així com el pseudònim Max Bon), (Palma, 28 de febrer de 1943 - Barcelona, 6 de juny de 2022), va ser un guionista i escriptor mallorquí establert a Catalunya. Va ser guionista de ràdio, televisió i cinema, va treballar en programes com Terra d'escudella i Plats bruts i en pel·lícules com Mecanoscrit del segon origen i Les veus del Pamano, a més de sèries com Sitges i Arnau. Va publicar poesia, narrativa i teatre.

## Obres
Llibres publicats
Narrativa
- La sabata de l'emperador Orfran. Palma: Moll, 1974
- Bang! o La bona estrella. Barcelona: La Magrana, 1982

Novel·la
- El paratge de l'aranya. Barcelona: Nova Terra, 1973
- L'illa de Saturn (amb Eduard Cortés Lletget). Barcelona: Pòrtic, 1991 [juvenil]
- Casa de troncs a la muntanya. Barcelona: Proa, 1993
- Arnau, els dies secrets. Barcelona: Proa, 1994
- El mirador dels secrets. Muro de Mallorca: Ensiola, 2007

Poesia
- Horitzons de pedra. Palma: Daedalus, 1969

Teatre
- El duc Meu-Meu. Mataró: Robrenyo, 1978
- Entraré de nit. Barcelona: Ed. 62, 1980

Obres dramàtiques representades
- No te n'espantis, no, Bac. Escola de Teatre de l'Orfeó de Sants, Sant Miquel de Cuixà (Codalet): Monestir de Cuixà, 1976
- La commedia dell'arte. Companyia La Roda, Barcelona, 1976
- El duc Meu-Meu. Mataró: Teatre del Casal, 1977
- Mixu, un gat que duia botes. Companyia La Trepa, Barcelona, 1982
- El llibre de les bèsties (adaptació de l'obra de R. Llull) (amb Comediants (pseudònim col·lectiu)). Companyia Comediants, Barcelona: Teatre Romea, 1995

Guions de ficció difosos
- Terra d'escudella. Televisió: TVE Catalunya, 1976-1977
- Quitxalla. Televisió: TVE Catalunya, 1978-1979
- A can 80. Televisió: TVE Catalunya, 1980-1981
- La terra i la cendra. Televisió: TVE Catalunya, 1983 (8 capítols)
- A la fresca. Ràdio: Catalunya Ràdio, 1984 (25 programes)
- Les coses d'en Xesc. Ràdio: Catalunya Ràdio, 1984
- Aquest és el tema (amb Tomeu Terrades Sabater). Ràdio: Catalunya Ràdio, 1984 (una trentena de guions)
- Fes flash. Televisió: TV3, 1984-1985
- Ikonoscopi. Televisió: TV3, 1985 (13 programes)
- Mecanoscrit del segon origen. Televisió: TV3, 1985
- Perifèric. Televisió: TV3, 1985-1986 (22 programes)
- Botó fluix (amb Tomeu Terrades Sabater). Televisió: TV3, 1986-1987 (61 programes) [juvenil]
- Oh, Bongònia. Televisió: TV3, 1987-1989 (78 programes)
- Photomaton (amb Piti Español). Televisió: TV3, 1990 (musical setmanal)
- Oh, no! (amb Lluís Arcarazo Martínez, Piti Español). Televisió: TV3, 1990 (musical setmanal)
- Aquest programa. Televisió: TV3, 1990 (musical setmanal)
- Matraca no! (amb Enric Gomà Ribes, Tomeu Terrades Sabater). Televisió: TV3, 1990 [juvenil]
- Arnau (amb Doc Comparato). Televisió: TV3, 1994 (quatre capítols)
- El poder de la conversa. Televisió: TV3, 1996 (capítol de "Cròniques de la veritat oculta")
- Sitges (amb altres autors). Televisió: TV3, 1996-1997 (sèrie setmanal de 24 capítols)
- El joc de viure (amb altres autors). Televisió: TV3, 1996-1997 (telesèrie diària (114 capítols)) [juvenil]
- Laura (amb altres autors). Televisió: TV3, 1998 (sèrie setmanal)

## Premis
- 1969. Ciutat de Manacor de poesia per l'obra Horitzons de pedra.
- 1971. Ciutat de Granollers de teatre per l'obra El duc Meu-Meu.
- 1972. Premi de Teatre Català Ciutat de Sabadell de l'Acadèmia de Belles Arts de Sabadell, 1972 per Entraré de nit.
- 1995. Institució de les Lletres Catalanes de guió de cinema, vídeo, ràdio i televisió per Arnau.
- 2004. Guionistes Associats de Catalunya, per la seva trajectòria professional.